# 上ノ丸
上ノ丸（うえのまる）は丹沢大山国定公園内、神奈川県清川村内に位置する標高879mの山。長尾尾根の途中に位置する。

## 付近の山
- 新大日 (1,340m)
- 行者ヶ岳 (1,209m)